# Грийнсвил (окръг, Вирджиния)
Окръг Грийнсвил (на английски: Greensville County) е окръг в щата Вирджиния, Съединени американски щати. Площта му е 769 km², а населението - 11 560 души (2000). Административен център е град Емпория.
1. ↑  data.census.gov //   Посетен на 1 януари 2022 г.